# Яксон, Юрий Адович
Ю́рий Адович Яксон (эст. Jüri Jaakson, Юри Яаксон; 16 января 1870, волость Ууэ-Выйду — 20 апреля 1942, Сосьва, Свердловская область) — эстонский государственный деятель.

## Образование
Окончил частную гимназию Треффнера, юридический факультет Юрьевского (Тартуского) университета (1896).

## Адвокат
В 1897—1901 — помощник присяжного поверенного в Вильянди, в 1901—1902 — в Риге. С 1903—1914 — присяжный поверенный в Риге . В 1898—1901 был председателем крестьянского товарищества в Вильянди. Являлся председателем эстонского общества «Иманта» в Риге, возглавлял эстонское общество образования и помощи в Риге. В 1904—1920 — член и председатель попечительского совета эстонской гимназии императора Александра (основанной по инициативе эстонской общественности). В 1915—1919 — член совета Tallinna Linnapank (Таллинского городского банка). В 1915—1919 — председатель центрального общества крестьян Северной Эстонии, председатель совета Таллинского экономического союза.

## Государственный деятель
В 1917, после Февральской революции, был назначен помощником комиссара Эстляндской губернии. В 1917—1918 — член и помощник председателя Эстонского земского совета. В 1918 — генеральный уполномоченный Временного правительства Эстонии по отношениям с германскими оккупационными властями. В 1918—1920 — министр юстиции. С 16 декабря 1924 по 15 декабря 1925 — государственный старейшина (глава государства). В 1926—1940 — президент Банка Эстонии. В 1929—1936 представлял Эстонию в финансовом комитете Лиги Наций в Женеве. В 1935—1938 — член Национального экономического совета.
Член Учредительного собрания и Рийгикогу (парламента) первого — четвёртого и шестого созывов. Награждён Крестом Свободы третьего разряда первой степени — за гражданские заслуги.

## Гибель
Был арестован органами НКВД и расстрелян в лагере.